# Circondario di Mühldorf am Inn
Il circondario di Mühldorf a.Inn è uno dei circondari che compongono il Land della Baviera. Questo distretto è attraversato dal fiume Inn.

## Città e comuni
(Abitanti il 31 dicembre 2023)
| Comuni del circondario | Città 1. Mühldorf a.Inn (21 860) 2. Neumarkt-Sankt Veit (6 543) 3. Waldkraiburg (24 604) | Comuni 1. Ampfing (7 136) 2. Aschau am Inn (3 487) 3. Buchbach (3 372) 4. Egglkofen (1 320) 5. Erharting (951) 6. Gars am Inn (3 959) 7. Haag in Oberbayern (6 631) 8. Heldenstein (2 841) 9. Jettenbach (720) 10. Kraiburg am Inn (1 348) 11. Kirchdorf (4 080) 12. Lohkirchen (852) 13. Maitenbeth (2 080) 14. Mettenheim (3 595) 15. Niederbergkirchen (1 240) 16. Niedertaufkirchen (1 454) 17. Oberbergkirchen (1 724) 18. Oberneukirchen (842) 19. Obertaufkirchen (2 743) 20. Polling (3 368) 21. Rattenkirchen (1 057) 22. Rechtmehring (2 078) 23. Reichertsheim (1 695) 24. Schönberg (1 132) 25. Schwindegg (3 659) 26. Taufkirchen (1 402) 27. Unterreit (1 798) 28. Zangberg (1 161) |